# Liste der Abgeordneten zum Kärntner Landtag (29. Gesetzgebungsperiode)
- SPÖ: 14
- GRÜNE: 2
- ÖVP: 4
- FPÖ: 16

Diese Liste der Abgeordneten zum Kärntner Landtag (29. Gesetzgebungsperiode) (Stand 31. Juli 2008) listet alle ehemaligen und aktiven Abgeordneten zum Kärntner Landtag in der 29. Gesetzgebungsperiode (von 2004 bis 2009) auf. Die konstituierende Sitzung des Landtags fand am 31. März 2004 statt. In dieser Sitzung wurden nach der Angelobung der Landtagsabgeordneten die Mitglieder der Kärntner Landesregierung gewählt. Einige zuvor als Landtagsabgeordnete angelobte Regierungsmitglieder verzichteten in der Folge auf ihre Landtagsmandate und waren nur kurze Zeit während der Sitzung Abgeordnete zum Landtag.
Nach der Landtagswahl in Kärnten 2004 entfielen von den 36 Mandaten 16 auf die FPÖ, 14 auf die SPÖ, 4 auf die ÖVP und 2 auf die Grünen. Durch die geringe Mandatszahl erhielten die Grünen keinen Klubstatus. Sie bilden nach der Geschäftsordnung eine Interessensgemeinschaft unter dem Namen "Interessengemeinschaft Die Grünen (IG Die Grünen im Landtag)".
Während der Gesetzgebungsperiode schlossen sich die Mitglieder des Freiheitlichen Klubs dem BZÖ an. Lediglich Franz Schwager blieb bei der FPÖ.
| Name                     | Fraktion           | Anmerkung |
| ------------------------ | ------------------ | --- |
| Ambrozy Peter            | SPÖ                | Mandatsrücklegung nach der Wahl zum Landeshauptmann Stellvertreter am 1. Sitzungstag                                                                                                |
| Arbeiter Gebhard         | SPÖ                | |
| Cernic Nicole            | SPÖ                | Klubobmann-Stv., am 17. Juli 2008 ausgeschieden nach der Wahl zur Landesrätin |
| Ebner Walter             | Die Freiheitlichen | ab 21. Februar 2005 für Martin Strutz, am 9. November 2006 wieder ausgeschieden |
| Ferlitsch Hans           | SPÖ                | 2. LandtagsPräsident |
| Freunschlag Jörg         | Die Freiheitlichen | 1. LandtagsPräsident bis zum Ausscheiden am 13. Dezember 2006 |
| Gallo Johann             | Die Freiheitlichen | Klubobmann-Stv. |
| Grilc Raimund            | ÖVP                | |
| Gritsch Bernhard         | Die Freiheitlichen | |
| Gunzer Albert            | Die Freiheitlichen | bis 4. April 2006 |
| Haas Helmut              | Die Freiheitlichen | |
| Holub Rolf               | Die Grünen         | Obmann der IG |
| Hueter Ferdinand         | ÖVP                | |
| Kaiser Peter             | SPÖ                | Nach der Regierungsbildung als Ersatz für ein Regierungsmitglied angelobt und zunächst Klubobmann Stv., später Klubobmann, am 17. Juli 2008 zum Landesrat gewählt und ausgeschieden |
| Kessler Erich            | SPÖ                | Ab 17. Juli 2008 für Peter Kaiser |
| Knicek Helga             | Die Freiheitlichen | Bis 3. Juli 2008 |
| Köchl Klaus              | SPÖ                | Ab 24. April 2008 für Gerhard Mock |
| Köfer Gerhard            | SPÖ                | Bis 9. November 2006 |
| Lutschounig Robert       | ÖVP                | stv. Klubobmann |
| Lesjak Barbara           | Die Grünen         | Obmann-Stv. der IG |
| Lobnig Josef             | Die Freiheitlichen | 1. LandtagsPräsident ab 13. Dezember 2006, zuvor 3. LandtagsPräsident |
| Mandl Franz              | Die Freiheitlichen | Ab 3. Juli 2008 für Helga Knicek |
| Markut Karl              | SPÖ                | Klubobmann bis 23. November 2005 |
| Mitterer Peter           | Die Freiheitlichen | Bis 25. Juni 2005 |
| Mock Gerhard             | SPÖ                | Bis 24. April 2008 |
| Prettner Beate           | SPÖ                | Nach der Regierungsbildung als Ersatz für ein Regierungsmitglied angelobt |
| Ragger Christian         | Die Freiheitlichen | |
| Rohr Reinhart            | SPÖ                | Mandatsrücklegung nach der Wahl zum Landesrat am 1. Sitzungstag |
| Rossmann Mares           | Die Freiheitlichen | Ab 13. Dezember 2006 für Jörg Freunschlag |
| Schaunig-Kandut Gabriele | SPÖ                | Mandatsrücklegung nach der Wahl zur Landesrätin am 1. Sitzungstag |
| Scheuch Kurt             | Die Freiheitlichen | Klubobmann |
| Schlagholz Hans-Peter    | SPÖ                | |
| Schneider Margit         | SPÖ                | Ab 17. Juli 2008 für Nicole Cernic |
| Schober Rudolf           | SPÖ                | |
| Schwager Franz           | FPÖ-Kärnten        | |
| Seiser Herwig            | SPÖ                | |
| Stark Adolf              | Die Freiheitlichen | Ab 4. April 2006 für Albert Gunzer |
| Strauss Jakob            | SPÖ                | |
| Strutz Martin            | Die Freiheitlichen | 3. LandtagsPräsident ab 13. Dezember 2006, am 21. Februar 2005 Mandatsrücklegung, 9. November 2006 Wiedereinstieg für Walter Ebner                                                  |
| Tauschitz Stephan        | ÖVP                | Klubobmann |
| Tiefnig Alfred           | SPÖ                | Ab 9. November 2006 für Gerhard Köfer |
| Trannacher Sieglinde     | SPÖ                | Nach der Regierungsbildung als Ersatz für ein Regierungsmitglied angelobt |
| Trettenbrein Harald      | Die Freiheitlichen | |
| Trodt-Limpl Johanna      | Die Freiheitlichen | |
| Vouk Ferdinand           | SPÖ                | |
| Warmuth Wilma            | Die Freiheitlichen | |
| Willegger Günter         | Die Freiheitlichen | |
| Zellot Roland            | Die Freiheitlichen | Ab 29. Juni 2005 für Peter Mitterer |

## Quelle
Diese Liste wurde nach der vom Kärntner Landtag veröffentlichten Mitgliederliste erstellt und um die bis dahin stattgefundenen Mandatswechsel auf Grund der Sitzungsprotokolle des Landtags ergänzt.